# 2002年羅馬大師賽
2002年義大利公開賽於2002年5月6日至5月19日在義大利羅馬舉行，是第59屆賽事，也稱羅馬大師賽。

## 冠軍

### 男子單打
決賽： 安德烈·阿加西 擊敗  托米·哈斯（6–3、6–3、6–0）
- 這是阿加西今年第3個冠軍與生涯第53個冠軍。

### 女子單打
決賽： 小威廉絲 擊敗  賈斯汀·海寧（7–66、6–4）
- 這是小威廉絲今年第3個冠軍與生涯第24個冠軍。

### 男子雙打
馬丁·達姆 /  西羅·薩克 擊敗  韋恩·布萊克 /  凱文·烏利耶特（7–5、7–5）
- 這是達姆今年第2個冠軍與生涯第22個冠軍；這是薩克今年第2個冠軍與生涯第24個冠軍。

### 女子雙打
比希尼婭·魯阿諾·帕斯夸爾 /  保拉·蘇亞雷斯 擊敗  康奇塔·馬丁內斯 /  派翠西亞·塔拉比尼（6–3、6–4）
- 這是魯阿諾·帕斯夸爾今年第3個冠軍與生涯第16個冠軍；這是蘇亞雷斯今年第3個冠軍與生涯第23個冠軍。

對

## 外部連結
- 官方網站